# Kirnitzsch
De Kirnitzsch (tsjechisch: Křinice) is een rechterzijrivier van de Elbe in Tsjechië en de Duitse deelstaat Saksen.

## Loop
De Kirnitzsch ontspringt in het Lausitzer Bergland in Bohemen ten westen van het dorp Studánka, en stroomt naar het westen door Krásná Lípa. Voorbij het dorp Kyjov baant zij zich een weg door smalle kloven door de zandsteenrotsen van Boheems Zwitserland.
Vanaf de plaats waar het in 1945 afgebroken dorp Zadní Doubice lag, vormt de Kirnitzsch de grens tussen Duitsland en Tsjechië. Bij de Oberen Scheuse bevindt zich een eerste stuw, die kanovaren op de waterloop mogelijk maakt. Aan het einde van de Kirnitzscklamm lag een eveneens verdwenen grensdorp: Zadní Jetřichovice. Vanaf hier stroomt de rivier Duitsland in en passeert de Niederen Schleuse. Daarna gaat het verder door het Kirnitzschtal tot aan de Lichtenhainer Wasserfall. Van daar is het nog 8 km tot de monding in Bad Schandau. In dit laatste stuk wordt de rivier vergezeld door de Kirnitzschtalbahn.

## Vlotterij
Sinds de middeleeuwen tot aan de 20e eeuw werd de rivier voor de vlotterij gebruikt.
Een 25 km lang traject vormde een efficiënte en goedkope manier om hout uit moeilijk bereikbare delen van Saksisch Zwitserland naar de Elbe te transporteren.
- Gemeinsame Normdatei: 4582908-1
- Nationale Bibliotheek van Tsjechië: ge844279
- Virtual International Authority File: 243187657